# Желаннівська селищна рада
Жела́ннівська се́лищна ра́да — адміністративно-територіальна одиниця та орган місцевого самоврядування в Ясинуватському районі Донецької області. Адміністративний центр — селище міського типу Желанне.

## Загальні відомості
- Населення ради: 1 661 особа (станом на 2001 рік)

## Населені пункти
Селищній раді підпорядковані населені пункти:
- смт Желанне
- с-ще Восход

## Склад ради
Рада складається з 16 депутатів та голови.
- Голова ради: Черемісова Віра Федорівна

### Керівний склад попередніх скликань
| Прізвище, ім'я, по батькові | Основні відомості                                                        | Дата обрання | Дата звільнення |
| --------------------------- | ------------------------------------------------------------------------ | ------------ | --------------- |
| Черемісова Віра Федорівна   | Селищний голова, 1955 року народження, освіта вища, член Партії регіонів | 26.03.2006   | 31.10.2010      |
| Черемісова Віра Федорівна   | Селищний голова, 1955 року народження, освіта вища, член Партії регіонів | 31.10.2010   |                 |

Примітка: таблиця складена за даними сайту Верховної Ради України

### Депутати
За результатами місцевих виборів 2010 року депутатами ради стали:

#### За суб'єктами висування
| Суб'єкт висування | Кількість обраних депутатів | %   |
| ----------------- | --------------------------- | --- |
| Самовисування     | 16                          | 100 |

#### За округами
| № округу | Прізвище, ім'я, по батькові     | Дата визнання обраним | Освіта  | Партійна приналежність | Відомості про обраного депутата                                                     |
| -------- | ------------------------------- | --------------------- | ------- | ---------------------- | ----------------------------------------------------------------------------------- |
| 1        | Кармелицька Олена Володимирівна | 01.11.2010            | середня | позапартійна           | тимчасово не працює                                                                 |
| 2        | Віннік Олена Василівна          | 01.11.2010            | середня | член Партії регіонів   | тимчасово не працює                                                                 |
| 3        | Судашов Андрій Анатолійович     | 01.11.2010            | середня | позапартійний          | Ясинуватське ПЧ-21 Донецька залізниця, монтер колії                                 |
| 4        | Коростельов Олександр Іванович  | 01.11.2010            | вища    | позапартійний          | воєнізований гірничо-рятувальний загін, помічник командира                          |
| 5        | Голодняк Віра Степанівна        | 01.11.2010            | середня | позапартійна           | пенсіонер                                                                           |
| 6        | Юрченко Марина Олександрівна    | 01.11.2010            | вища    | член Партії регіонів   | Желаннівська селищна рада, секретар                                                 |
| 7        | Кисельова Ганна Михайлівна      | 01.11.2010            | середня | позапартійна           | пенсіонер                                                                           |
| 8        | Зеленецький Олексій Миколайович | 01.11.2010            | середня | позапартійний          | пенсіонер                                                                           |
| 9        | Кобляков Михайло Євгенович      | 01.11.2010            | вища    | позапартійний          | лікарня ст. Ясинувата, лікар-інтерн                                                 |
| 10       | Хашу Марина Василівна           | 01.11.2010            | середня | позапартійна           | Камишовський психоневрологічний інтернат, робітник                                  |
| 11       | Калюжна Лариса Миколаївна       | 01.11.2010            | вища    | член Партії регіонів   | Желаннівська загальноосвітня школа І-ІІІ ст., вчитель російської мови та літератури |
| 12       | Тедеєва Белла Олександрівна     | 01.11.2010            | вища    | позапартійна           | пенсіонер                                                                           |
| 13       | Кузьмін Василь Васильович       | 01.11.2010            | вища    | член Партії регіонів   | АОЗТ «Екопрод АТ», заступник генерального директора з тваринництва                  |
| 14       | Каськова Клавдія Кирилівна      | 01.11.2010            | середня | позапартійна           | пенсіонер                                                                           |
| 15       | Бєлих Роман Валерійович         | 01.11.2010            | вища    | член Партії регіонів   | лікарня ст. Ясинувата, лікар-кардіолог                                              |
| 16       | Котерняк Олександр Віталійович  | 01.11.2010            | вища    | позапартійний          | , електромеханік                                                                    |